# Kernkraftwerk Belleville
Das Kernkraftwerk Belleville bei der französischen Gemeinde Belleville-sur-Loire in der Region Centre-Val de Loire im Département Cher, etwa 100 Kilometer südöstlich der Stadt Orléans am Ufer der Loire besteht aus zwei Druckwasserreaktoren.

## Eckdaten

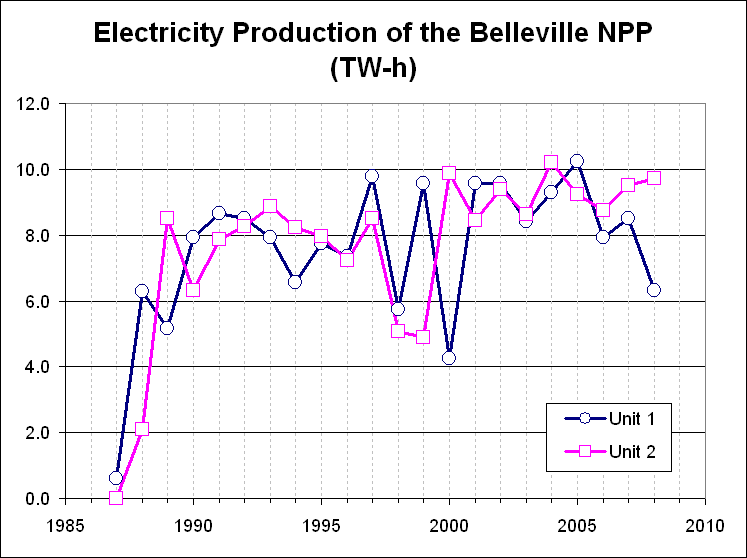
Stromproduktion der beiden Kraftwerksblöcke seit der Inbetriebnahme

Das 170 Hektar umfassende Kernkraftwerksareal liegt auf einer hochwassersicheren, 4,6 Meter hohen Plattform. Das Kernkraftwerk beschäftigt etwa 650 Personen. Betreiber ist die französische Gesellschaft Électricité de France (EDF). Die beiden Druckwasserreaktoren haben eine Nettoleistung von jeweils 1310 Megawatt (MW) und eine Bruttoleistung von 1363 MW. Die Gesamtleistung liegt bei 2726 MW, damit zählt das Kernkraftwerk zu den mittleren in Frankreich. Pro Jahr speist es durchschnittlich 19 Milliarden Kilowattstunden in das öffentliche Stromnetz ein und deckt damit ungefähr vier Prozent des französischen Stromverbrauches.
Mit dem Bau des ersten Reaktorblockes wurde am 1. Mai 1980 begonnen; er ging am 14. Oktober 1987 in Betrieb. Baubeginn für den zweiten Reaktorblock war am 1. August 1980, dieser ging am 6. Juli 1988 in Betrieb. Die Abschaltung der Reaktoren ist für die Jahre 2038 und 2030 geplant nach der Verlängerung um weitere 10 Jahre durch die französische Regierung im Jahr 2021.
Die französische Regierung hat 2020 eine Verlängerung um weitere 10 Jahre für alle in Betrieb befindliche Reaktoren um weitere 10 Jahre von 40 auf 50 Jahre Laufzeit angekündigt. Diese wurde von der französischen Aufsicht 2021 genehmigt unter Auflagen.

## Sicherheit

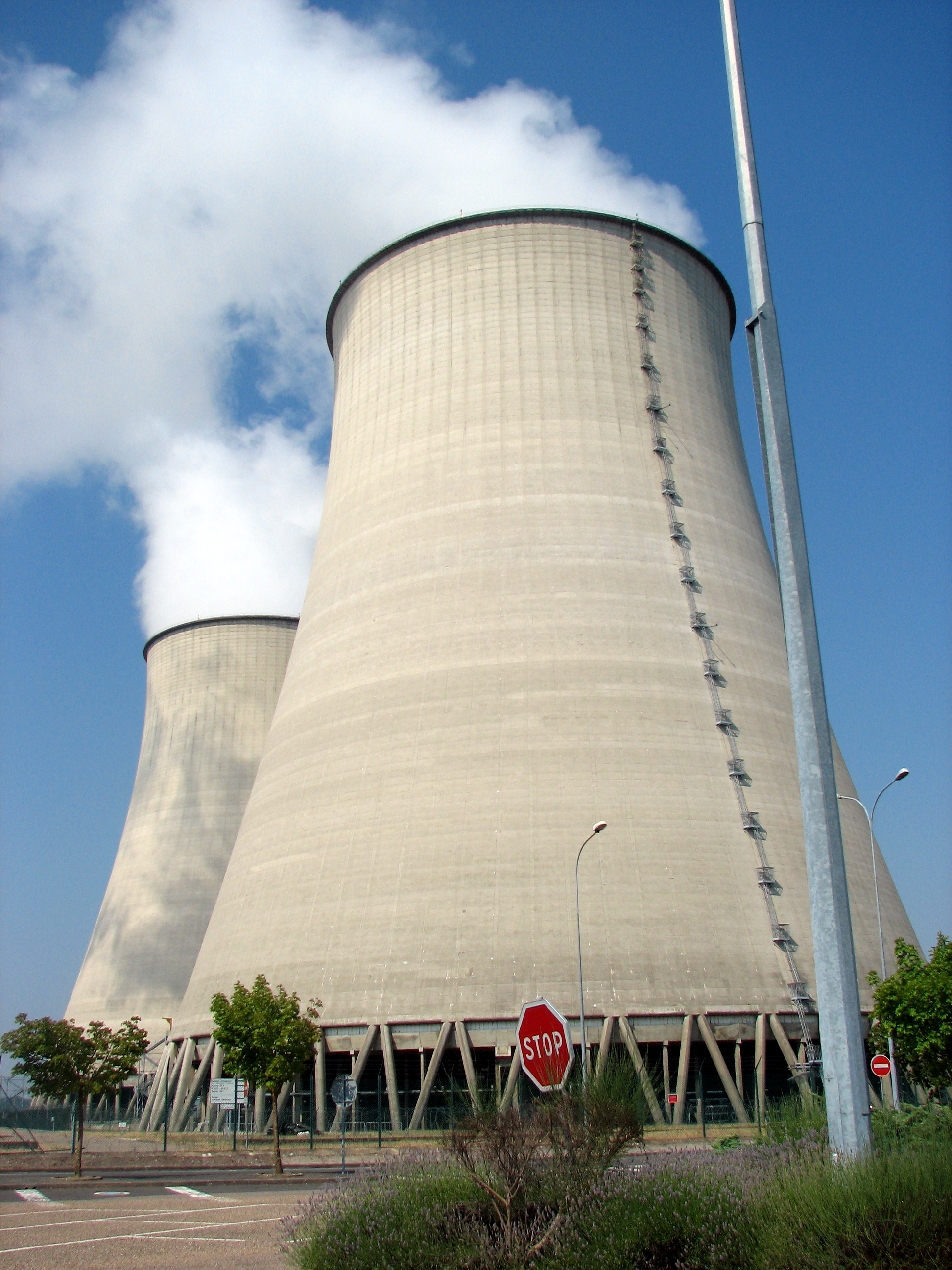
Kühltürme des Kernkraftwerks

Im Mai 2001 wurde, wie bei vier weiteren Kernkraftwerken in Frankreich, ein konstruktionsbedingter Defekt festgestellt, der das Funktionieren der Notkühlsysteme in Frage stellte. Das Notkühlsystem des Kernkraftwerkes ist zweiphasig angelegt. Reservebehälter stellen Wasser bei einem Defekt im primären Kühlkreislauf bereit. Reicht dieses Wasser bei einem Notfall aber nicht mehr zur Kühlung aus, wird automatisch Wasser, das sich am Boden des Reaktorgebäudes angesammelt hat, eingespeist. Überprüfungen im Mai 2001 ergaben indessen, dass diese automatische Einspeisung des Wassers in den Kühlkreislauf nicht gewährleistet war, weil unter Umständen der Druck des erhitzten Wassers zum Blockieren des Wasserschiebers führen kann.
Diese Störung des Notkühlsystems stufte die französische Atomaufsichtsbehörde ASN auf der Internationalen Bewertungsskala für nukleare Ereignisse (INES) zunächst mit der Stufe 1 ein, später wurde sie aber in die Stufe 2 eingereiht. Die Betreibergesellschaft EDF baute die Schieber daraufhin so um, dass Überdruck nicht mehr zu einer Blockade führen kann.

## Daten der Reaktorblöcke
Das Kernkraftwerk Belleville hat insgesamt zwei Blöcke:
| Reaktorblock | Reaktortyp         | Netto- leistung | Brutto- leistung | Baubeginn  | Netzsyn- chronisation | Kommer- zieller Betrieb | Abschal- tung  |
| ------------ | ------------------ | --------------- | ---------------- | ---------- | --------------------- | ----------------------- | -------------- |
| Belleville 1 | Druckwasserreaktor | 1.310 MW        | 1.363 MW         | 01.05.1980 | 14.10.1987            | 01.06.1988              | (2038 geplant) |
| Belleville 2 | Druckwasserreaktor | 1.310 MW        | 1.363 MW         | 01.08.1980 | 06.07.1988            | 01.01.1989              | (2039 geplant) |